# ماريا غاليندو
ماريا غاليندو (بالإنجليزية: María Galindo) من مواليد 1964، هي عالمة نسوية بوليفية وعالمة نفسية. عملت كمقدمة إذاعية ومضيفة تلفزيونية. ألفت ثلاثة كتب وهي كاتبة سيناريو.

## نبذة
ولدت في كوتشابامبا (مصدر آخر يقول لاباز) لعائلة من الطبقة المتوسطة العليا، غادرت بوليفيا بتأشيرة راهبة للدراسة في جامعة الفاتيكان. عادت في عام 1992، وفي 8 مارس، شاركت في تأسيس Mujeres Creando («خلق المرأة»)، وهي حركة جماعية واجتماعية بوليفية تواجه التحيز الجنسي ورهاب المثلية. تبث برنامج إذاعي منتظم من ميوجرس كرياندو.
بسبب أفعالها المثيرة للجدل (غالبًا ما توصف بأنها فن الأداء أو مسرح الشارع)، تم القبض عليها والاعتداء عليها عدة مرات من قبل الشرطة البوليفية على الرغم من أن شقيقها الأكبر، خوسيه أنطونيو غاليندو ندير، كان وزيرًا تحت الرئيس السابق كارلوس ميسا. كما تدافع عن حقوق النساء ضحايا الاعتداء والتحرش الجنسي الناجم عن الماجيزما (الذكورية). تُدرّس غاليندو، وهي طبيبة نفسانية، علم الاجتماع في جامعة سان أندريس العليا.
وتقول: «الشارع هو المكان السياسي الأكثر أهمية... لذا خرجنا إلى الشارع وقمنا برسم الكتابة على الجدران التي نستمر في صنعها في أربع مدن في البلد. مع الكتابة على الجدران نحاول مزج مواضيع مختلفة في وقت واحد». وهي ملحدة.